# Połonina Czerwona

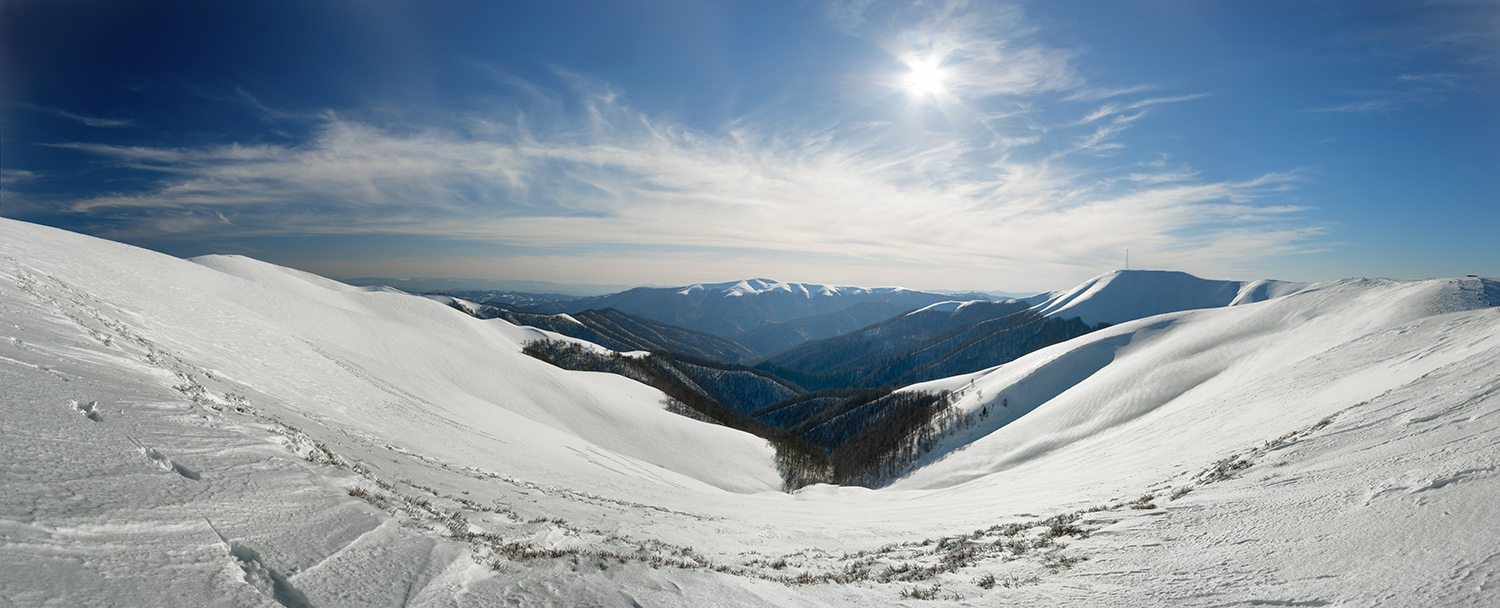
Zimowa panorama Połoniny Czerwonej

Połonina Czerwona (522.23; t. Połonina Krasna) – grupa górska w Karpatach Wschodnich; należy do Beskidów Połonińskich, leży na Zakarpaciu, ma powierzchnię około 570 km².
Leży na południe od głównego wododziału karpackiego. Od sąsiednich grup górskich jest oddzielona przełomami dwóch dopływów Cisy: od Połoniny Borżawy na zachodzie – przełomem Terebli, od Świdowca na wschodzie – przełomem Tereswy. Istnieje też inny podział, który jako granicę zachodnią wyznacza przełom Riki, zaliczając do Połoniny Czerwonej Grupę Ciapesu (1324 m n.p.m.).
Granicę północną wyznacza przełęcz Pryslip (926 m n.p.m.), wraz ze spływającymi spod niej dopływami Terebli – Bradulową i Tereswy – Przysłopem, które oddzielają Połoninę Czerwoną od Gorganów. Granica południowa to Kotlina Marmaroska.
Połoninę Czerwoną dzieli się na dwa mikroregiony, otaczające dolinę potoku Łużańska – dopływu Tereswy, a rozdzielone przełęczą 999 m n.p.m.: Grupa Menczuła (1487 m n.p.m.) i Grupa Gropa-Topas-Syhłański (1564 m n.p.m.).

## Niektóre szczyty
- Syhłański – 1564 m n.p.m.
- Topas – 1548 m n.p.m.
- Gropa – 1495 m n.p.m.
- Klimowa – 1492 m n.p.m.
- Menczuł – 1487 m n.p.m.
- Wosowa – 1379 m n.p.m.
- Mała Klimowa – 1361 m n.p.m.